# Rød Dansk Malkerace
Rød Dansk Malkerace (RDM) er en dansk malkekvægsrace, som tidligere var den mest udbredte kvægrace i dansk landbrug. I dag er det den tredjemest udbredte kvægrace i Danmark efter Sortbroget Dansk Malkerace og Dansk Jersey.

## Historie
Rød Dansk Malkerace er opstået ved krydsning mellem hjemlige og importerede dyr. Der forekom altid røde dyr blandt det meget fåtalige spraglede "Økvæg" på øerne øst for Lillebælt, men det røde farveslag blev først enerådende efter en kraftig indkrydsning med 3 forskellige slesvigske kvægracer – alle røde. Der var dels tale om det nu uddøde midtslesvigske kvæg, det store, ligeledes sidenhen uddøde, Ballum kvæg og det mindre, men godt malkende, Angler kvæg.
Der førtes en del kreaturer af disse racer til København, hvor de hovedsagelig opstaldedes i brændevinsbrænderier og bryggerier, hvor dyrene fededes op med masken, hvilket også gav god mælk. Nogle af dyrene har givetvis også fundet vej til bøndernes stalde, og indkrydsningen i økvæget må sikkert have forbedret dette.
Den bevidste avl med de røde køer startede – ifølge traditionen – netop da en sådan slesvigsk kvægdrift omkring 1840 passerede Ryslinge. En rød ko kælvede ud for smedens hus, og da kalven ikke kunne vinde med, fik han den. Denne røde tyrekalv blev sidenhen stamfar til en berømt slægt af røde køer, og i sidste halvdel af det 19. århundrede opstod der tilsvarende stammer andre steder på øerne. Den røde malkeko slog dog først for alvor igennem i det 20. århundrede.[kilde mangler]

### Storhedstiden
I 1878, hvor navnet Rød Dansk Malkerace blev indført, havde avlsarbejdet resulteret i ensartede mellemrøde malkekøer på omkring 550 kg kropsvægt (en vægt som omkring 2000 nåede op på omkring 700 kg). Kroppen havde et dybt, rummeligt midtstykke med jævn, stærk ryg og stort, veludviklet yver. Produktionsevnen var meget høj, med en årsproduktion pr. ko som omkring 1950 nåede ca. 4.000 kg mælk og 180 kg smør, idet enkelte køer kunne give helt op til 600 kg smør årligt. På den tid var 70% af alle danske køer af denne race, med ca. 95% på øerne, lidt mindre i Jylland. RDM var Danmarks førende malkekvægrace i perioden 1930-60, men udgjorde omkring 2010 kun 9% af kvægbestanden.

#### Berømte avlsdyr
- Stamfaderen, tyr, født 1885
- Kristoffer IV, ko, født 1899
- Højager Nakke, tyr, født 1925
- Guldberg, ko, født 1929
- Højvig, tyr, født 1938[3]

### Opblanding fra Amerika
Racen blev fra omkring 1970 stærkt opblandet med amerikansk og canadisk brunkvæg, og i dag er der kun ca. 150 rene dyr tilbage.
Grunden til fortrængningen var en delvis fejlslagen forædling: Yver og patter var blevet alt for store, mælken var tynd og malkningen sen, kødsætningen for dårlig, og blandt andre skavanker som følge af indavlen havde mange køer efterhånden også fået svært ved at kælve. Det kneb også efterhånden med forplantningsevnen, fordi mange tyres sperm var for spaltede i hovedet så de ikke kunne gennembryde æggets membran.[kilde mangler]